# Saint-Laurent (Ardenes)
Saint-Laurent és un municipi francès situat al departament de les Ardenes i a la regió del Gran Est. L'any 2007 tenia 1.193 habitants.

## Demografia

### Població
El 2007 la població de fet de Saint-Laurent era de 1.193 persones. Hi havia 405 famílies de les quals 82 eren unipersonals (31 homes vivint sols i 51 dones vivint soles), 144 parelles sense fills, 163 parelles amb fills i 16 famílies monoparentals amb fills.
La població ha evolucionat segons el següent gràfic:
Habitants censats

### Habitatges
El 2007 hi havia 427 habitatges, 410 eren l'habitatge principal de la família, 2 eren segones residències i 14 estaven desocupats. 398 eren cases i 29 eren apartaments. Dels 410 habitatges principals, 324 estaven ocupats pels seus propietaris, 75 estaven llogats i ocupats pels llogaters i 12 estaven cedits a títol gratuït; 4 tenien una cambra, 11 en tenien dues, 35 en tenien tres, 119 en tenien quatre i 242 en tenien cinc o més. 316 habitatges disposaven pel capbaix d'una plaça de pàrquing. A 192 habitatges hi havia un automòbil i a 199 n'hi havia dos o més.

### Piràmide de població
La piràmide de població per edats i sexe el 2009 era:
| Homes | Edats   | Dones |
| ----- | ------- | ----- |
| 0     | 95 o +  | 0     |
| 0     | 90 a 94 | 4     |
| 0     | 85 a 89 | 8     |
| 8     | 80 a 84 | 0     |
| 0     | 75 a 79 | 20    |
| 24    | 70 a 74 | 12    |
| 16    | 65 a 69 | 24    |
| 28    | 60 a 64 | 28    |
| 24    | 55 a 59 | 20    |
| 40    | 50 a 54 | 44    |
| 32    | 45 a 49 | 28    |
| 72    | 40 a 44 | 40    |
| 28    | 35 a 39 | 48    |
| 12    | 30 a 34 | 24    |
| 24    | 25 a 29 | 12    |
| 8     | 20 a 24 | 4     |
| 40    | 15 a 19 | 28    |
| 72    | 10 a 14 | 28    |
| 24    | 5 a 9   | 20    |
| 20    | 0 a 4   | 20    |

## Economia
El 2007 la població en edat de treballar era de 831 persones, 540 eren actives i 291 eren inactives. De les 540 persones actives 489 estaven ocupades (259 homes i 230 dones) i 51 estaven aturades (27 homes i 24 dones). De les 291 persones inactives 75 estaven jubilades, 180 estaven estudiant i 36 estaven classificades com a «altres inactius».

### Ingressos
El 2009 a Saint-Laurent hi havia 414 unitats fiscals que integraven 1.107,5 persones, la mediana anual d'ingressos fiscals per persona era de 20.668 €.

### Activitats econòmiques
Dels 29 establiments que hi havia el 2007, 1 era d'una empresa extractiva, 1 d'una empresa alimentària, 7 d'empreses de construcció, 7 d'empreses de comerç i reparació d'automòbils, 1 d'una empresa de transport, 2 d'empreses d'hostatgeria i restauració, 1 d'una empresa financera, 1 d'una empresa immobiliària, 2 d'empreses de serveis, 5 d'entitats de l'administració pública i 1 d'una empresa classificada com a «altres activitats de serveis».
Dels 7 establiments de servei als particulars que hi havia el 2009, 1 era un taller de reparació d'automòbils i de material agrícola, 2 paletes, 1 guixaire pintor, 1 electricista, 1 perruqueria i 1 restaurant.
Dels 2 establiments comercials que hi havia el 2009, 1 era una botiga de menys de 120 m² i 1 una joieria.
L'any 2000 a Saint-Laurent hi havia 6 explotacions agrícoles.

## Equipaments sanitaris i escolars
L'únic equipament sanitari que hi havia el 2009 era una ambulància.
El 2009 hi havia una escola elemental.

## Poblacions més properes
El següent diagrama mostra les poblacions més properes.